# Coursan-en-Othe
Pour les articles homonymes, voir Coursan et Othe (homonymie).
Coursan-en-Othe est une commune française, située dans le département de l'Aube en région Grand Est.

## Géographie

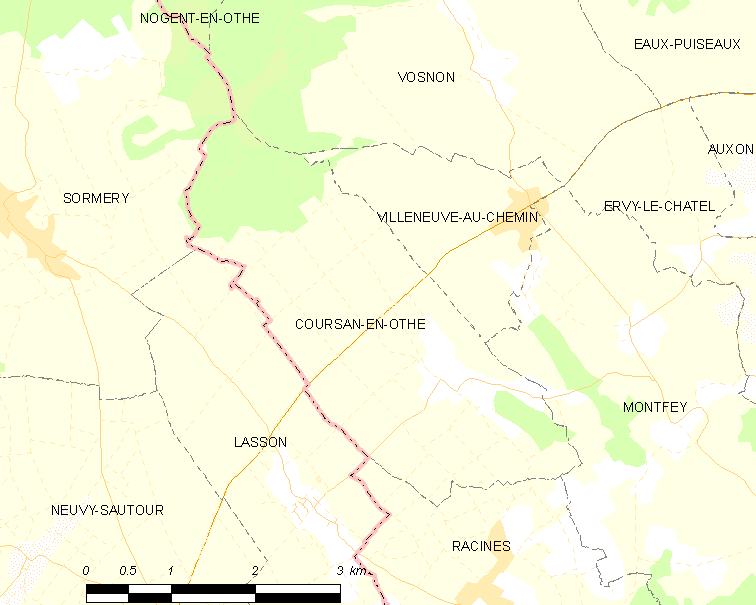
Situation de la commune

| Sormery Yonne | Vosnon          | Villeneuve-au-Chemin |
| Lasson Yonne  | Coursan-en-Othe |                      |
|               | Racines         | Montfey              |

### Hydrographie

#### Réseau hydrographique
La commune est dans la région hydrographique « la Seine de sa source au confluent de l'Oise (exclu) » au sein du bassin Seine-Normandie. Elle est drainée par le Fossé 01 du Recep et le ruisseau de Coursan,.

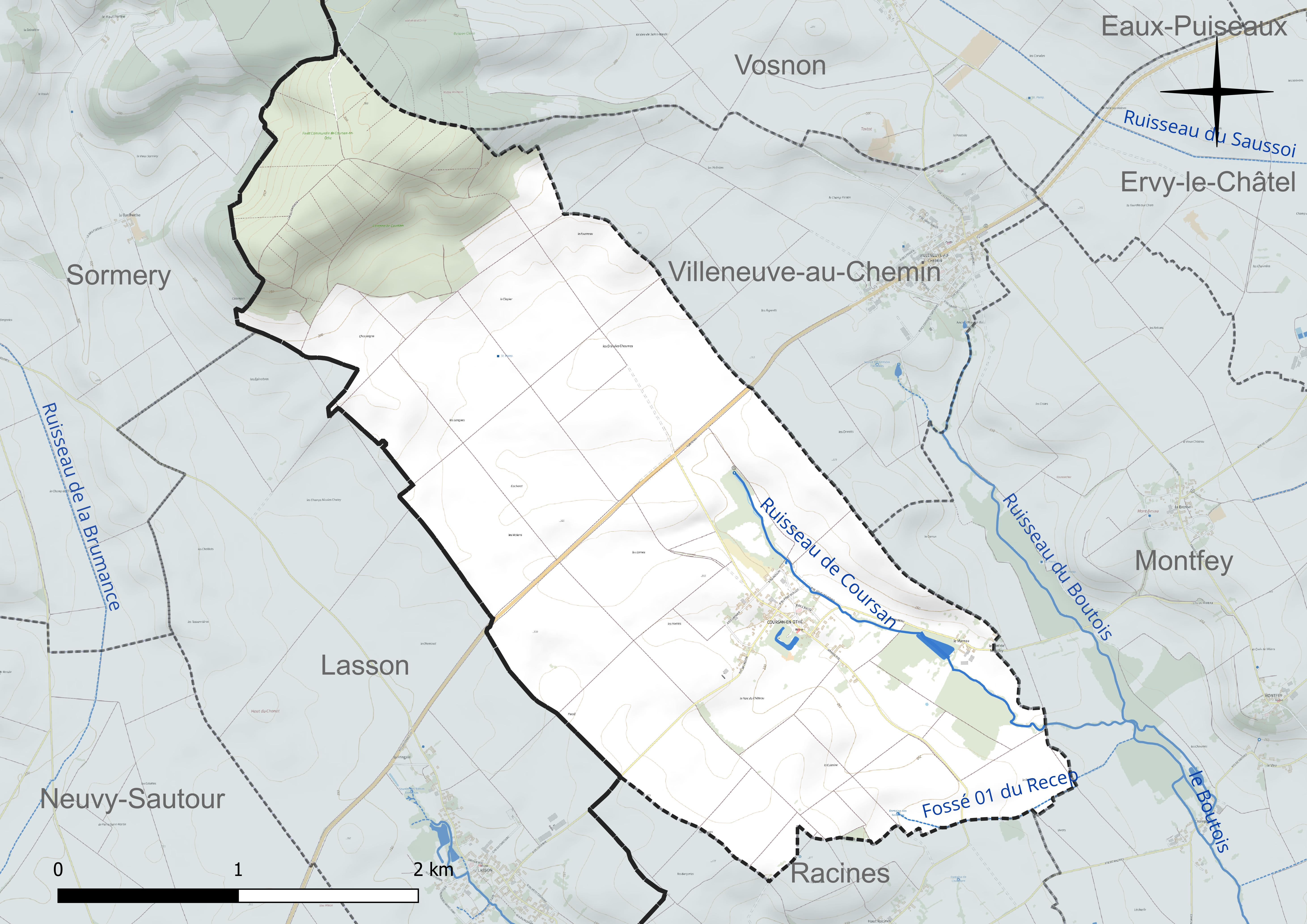
Réseau hydrographique de Coursan-en-Othe.

#### Gestion et qualité des eaux
Le territoire communal est couvert par le schéma d'aménagement et de gestion des eaux (SAGE) « Armançon ». Ce document de planification concerne le territoire du bassin versant de l'Armançon qui s’étend sur 3 100 km2 et se répartit sur trois départements (l'Aube, l'Yonne et la Côte-d'Or). Il a été approuvé le 6 mai 2013. La structure porteuse de l'élaboration et de la mise en œuvre est le syndicat mixte du bassin versant de l'Armançon (SMBVA).
La qualité des cours d’eau peut être consultée sur un site dédié géré par les agences de l’eau et l’Agence française pour la biodiversité.

### Climat
Pour des articles plus généraux, voir Climat du Grand Est et Climat de l'Aube.
En 2010, le climat de la commune est de type climat océanique dégradé des plaines du Centre et du Nord, selon une étude du Centre national de la recherche scientifique s'appuyant sur une série de données couvrant la période 1971-2000. En 2020, Météo-France publie une typologie des climats de la France métropolitaine dans laquelle la commune est exposée à un climat océanique altéré et est dans la région climatique Lorraine, plateau de Langres, Morvan, caractérisée par un hiver rude (1,5 °C), des vents modérés et des brouillards fréquents en automne et hiver.
Pour la période 1971-2000, la température annuelle moyenne est de 10,6 °C, avec une amplitude thermique annuelle de 15,8 °C. Le cumul annuel moyen de précipitations est de 752 mm, avec 11,9 jours de précipitations en janvier et 7,7 jours en juillet. Pour la période 1991-2020, la température moyenne annuelle observée sur la station météorologique de Météo-France la plus proche, « Chessy-les-Prés_sapc », sur la commune de Chessy-les-Prés à 8 km à vol d'oiseau, est de 11,2 °C et le cumul annuel moyen de précipitations est de 756,5 mm. 
La température maximale relevée sur cette station est de 41,4 °C, atteinte le 25 juillet 2019 ; la température minimale est de −22,2 °C, atteinte le 2 janvier 1997,,.
Les paramètres climatiques de la commune ont été estimés pour le milieu du siècle (2041-2070) selon différents scénarios d'émission de gaz à effet de serre à partir des nouvelles projections climatiques de référence DRIAS-2020. Ils sont consultables sur un site dédié publié par Météo-France en novembre 2022.

## Urbanisme

### Typologie
Au 1er janvier 2024, Coursan-en-Othe est catégorisée commune rurale à habitat dispersé, selon la nouvelle grille communale de densité à 7 niveaux définie par l'Insee en 2022.
Elle est située hors unité urbaine. Par ailleurs la commune fait partie de l'aire d'attraction de Troyes, dont elle est une commune de la couronne,. Cette aire, qui regroupe 209 communes, est catégorisée dans les aires de 200 000 à moins de 700 000 habitants,.

### Occupation des sols
L'occupation des sols de la commune, telle qu'elle ressort de la base de données européenne d’occupation biophysique des sols Corine Land Cover (CLC), est marquée par l'importance des territoires agricoles (80,7 % en 2018), une proportion identique à celle de 1990 (80,7 %). La répartition détaillée en 2018 est la suivante : 
terres arables (72,8 %), forêts (18,5 %), zones agricoles hétérogènes (4,3 %), prairies (3,7 %), milieux à végétation arbustive et/ou herbacée (0,7 %). L'évolution de l’occupation des sols de la commune et de ses infrastructures peut être observée sur les différentes représentations cartographiques du territoire : la carte de Cassini (XVIIIe siècle), la carte d'état-major (1820-1866) et les cartes ou photos aériennes de l'IGN pour la période actuelle (1950 à aujourd'hui).

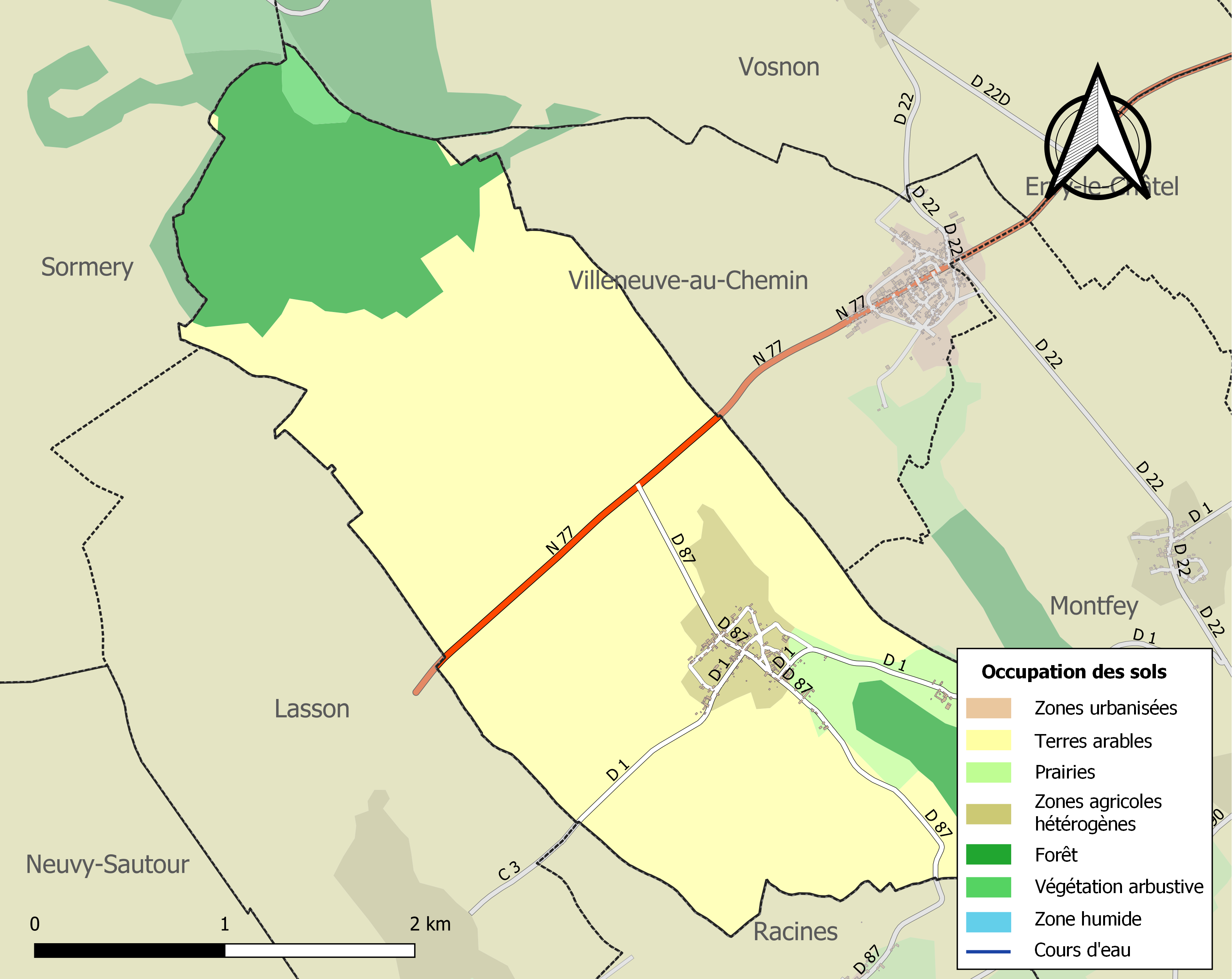
Carte des infrastructures et de l'occupation des sols de la commune en 2018 (CLC).

## Politique et administration

### Liste des maires
| Période                                  | Période   | Identité                                                 | Étiquette | Qualité       |
| ---------------------------------------- | --------- | -------------------------------------------------------- | --------- | ------------- |
| avant 1988                               | mars 2008 | Luc Lorne                                                |           |               |
| mars 2008                                | mars 2014 | Serge Mauffre                                            |           |               |
| mars 2014                                | mars 2020 | Chantal Marquais-Gourdon Réélue pour le mandat 2020-2026 | DVG       | Fonctionnaire |
| Les données manquantes sont à compléter. |           |                                                          |           |               |

## Population et société

### Démographie
L'évolution du nombre d'habitants est connue à travers les recensements de la population effectués dans la commune depuis 1793. Pour les communes de moins de 10 000 habitants, une enquête de recensement portant sur toute la population est réalisée tous les cinq ans, les populations de référence des années intermédiaires étant quant à elles estimées par interpolation ou extrapolation. Pour la commune, le premier recensement exhaustif entrant dans le cadre du nouveau dispositif a été réalisé en 2004.

En 2022, la commune comptait 103 habitants, en évolution de −1,9 % par rapport à 2016 (Aube : +0,7 %, France hors Mayotte : +2,11 %).
| 1793 | 1800 | 1806 | 1821 | 1831 | 1836 | 1841 | 1846 | 1851 |
| ---- | ---- | ---- | ---- | ---- | ---- | ---- | ---- | ---- |
| 259  | 324  | 321  | 361  | 375  | 349  | 351  | 350  | 353  |

| 1856 | 1861 | 1866 | 1872 | 1876 | 1881 | 1886 | 1891 | 1896 |
| ---- | ---- | ---- | ---- | ---- | ---- | ---- | ---- | ---- |
| 326  | 316  | 300  | 274  | 261  | 245  | 261  | 235  | 201  |

| 1901 | 1906 | 1911 | 1921 | 1926 | 1931 | 1936 | 1946 | 1954 |
| ---- | ---- | ---- | ---- | ---- | ---- | ---- | ---- | ---- |
| 188  | 168  | 177  | 178  | 167  | 132  | 112  | 118  | 126  |

| 1962 | 1968 | 1975 | 1982 | 1990 | 1999 | 2004 | 2006 | 2009 |
| ---- | ---- | ---- | ---- | ---- | ---- | ---- | ---- | ---- |
| 117  | 104  | 114  | 99   | 103  | 97   | 96   | 99   | 99   |

| 2014 | 2019 | 2022 | - | - | - | - | - | - |
| ---- | ---- | ---- | - | - | - | - | - | - |
| 102  | 104  | 103  | - | - | - | - | - | - |

### Manifestations culturelles et festivités
- Vide-grenier annuel : le comité des fêtes organise chaque année son vide-grenier le deuxième dimanche d'août.
- Randonnée pédestre : la randonnée du village a lieu chaque année le premier dimanche de juillet. Deux parcours de 12 et 16 km sont proposés au public, ainsi qu'un pique-nique dans le parc à l'issue de la randonnée.
- Les belles d'autrefois : le village accueille depuis 2015 des centaines de véhicules anciens (mobylettes et voitures populaires) lors du 1er dimanche de juillet
- Musée du rouet : ouvert lors du vide-grenier annuel.

## Culture locale et patrimoine

### Lieux et monuments
L'église paroissiale Saint-Martin de Coursan-en-Othe avec son mobilier comme le monument funéraire d'Edme Bruillard de Coursan mort en 1658. Plusieurs verrières comme celle à saint Thibault. Des peintures comme le panneau peint représentant saint Roch, saint Jean-Baptiste, saint Jean l'Évangéliste.

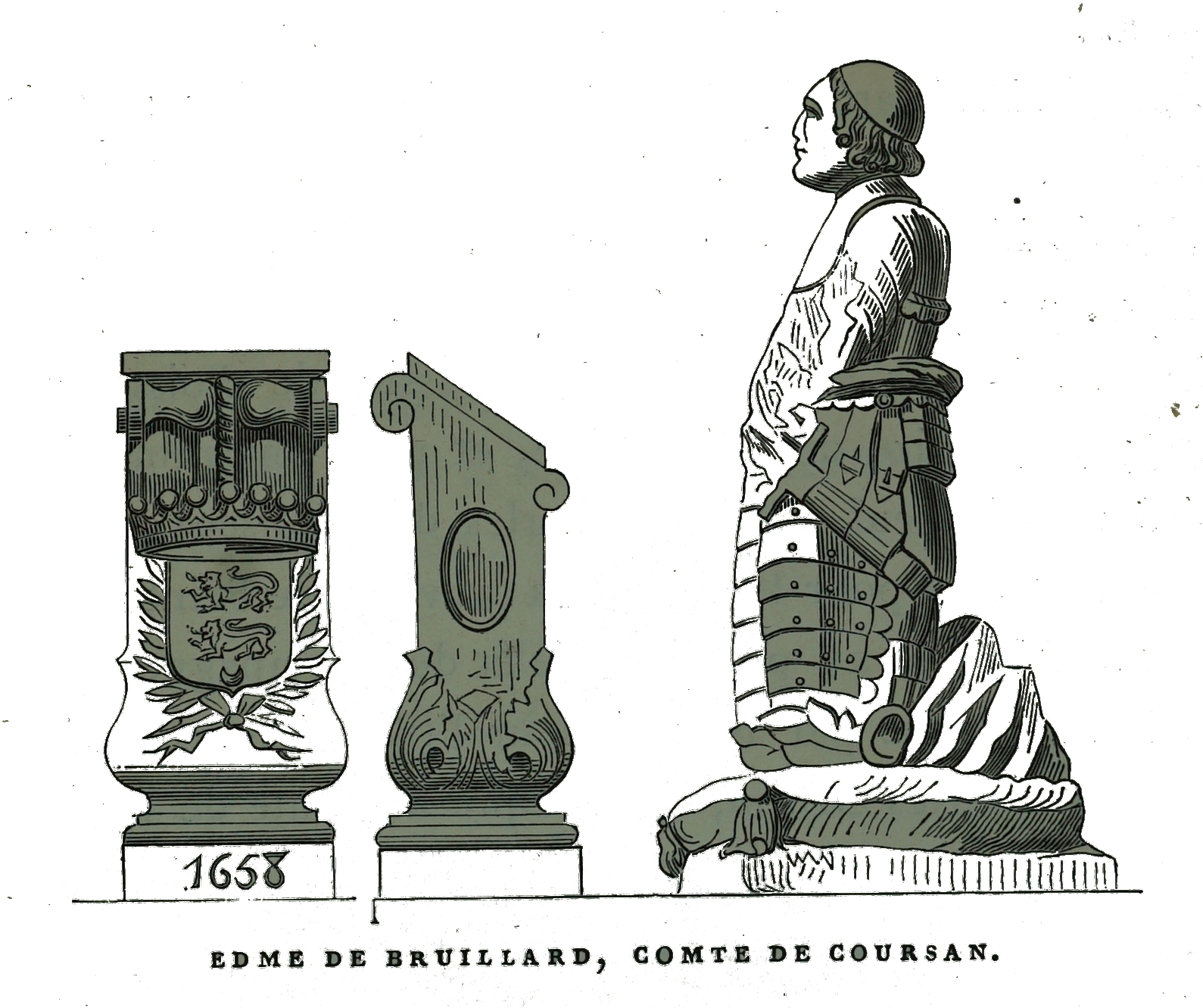
monument funéraire,
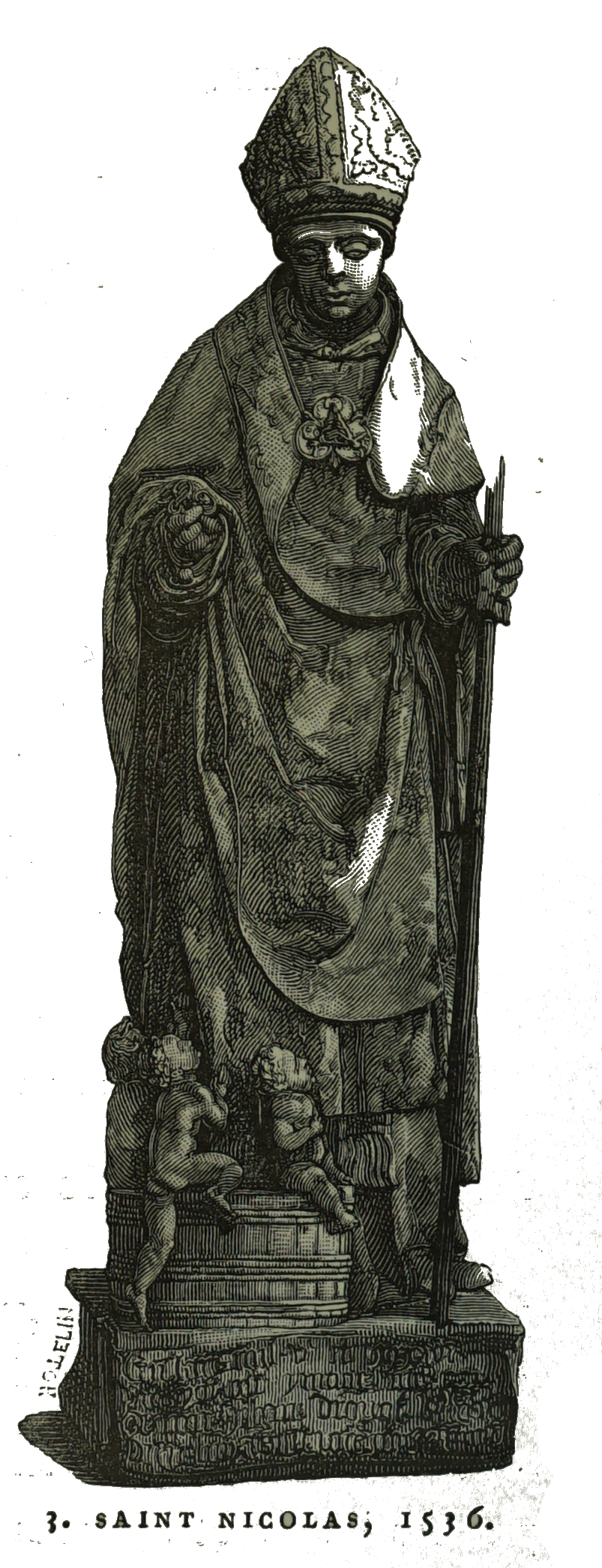
st Nicolas,
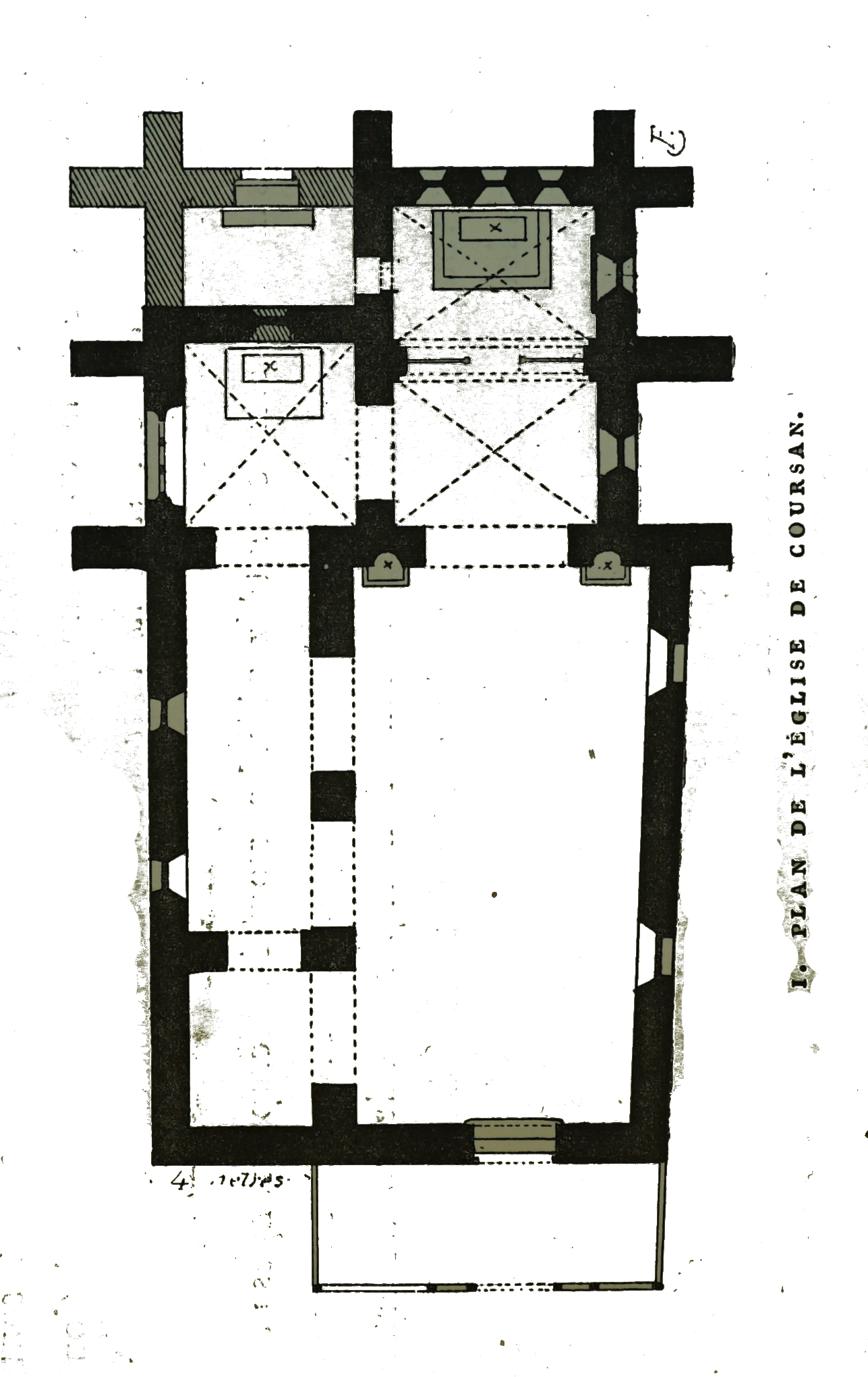
plan,
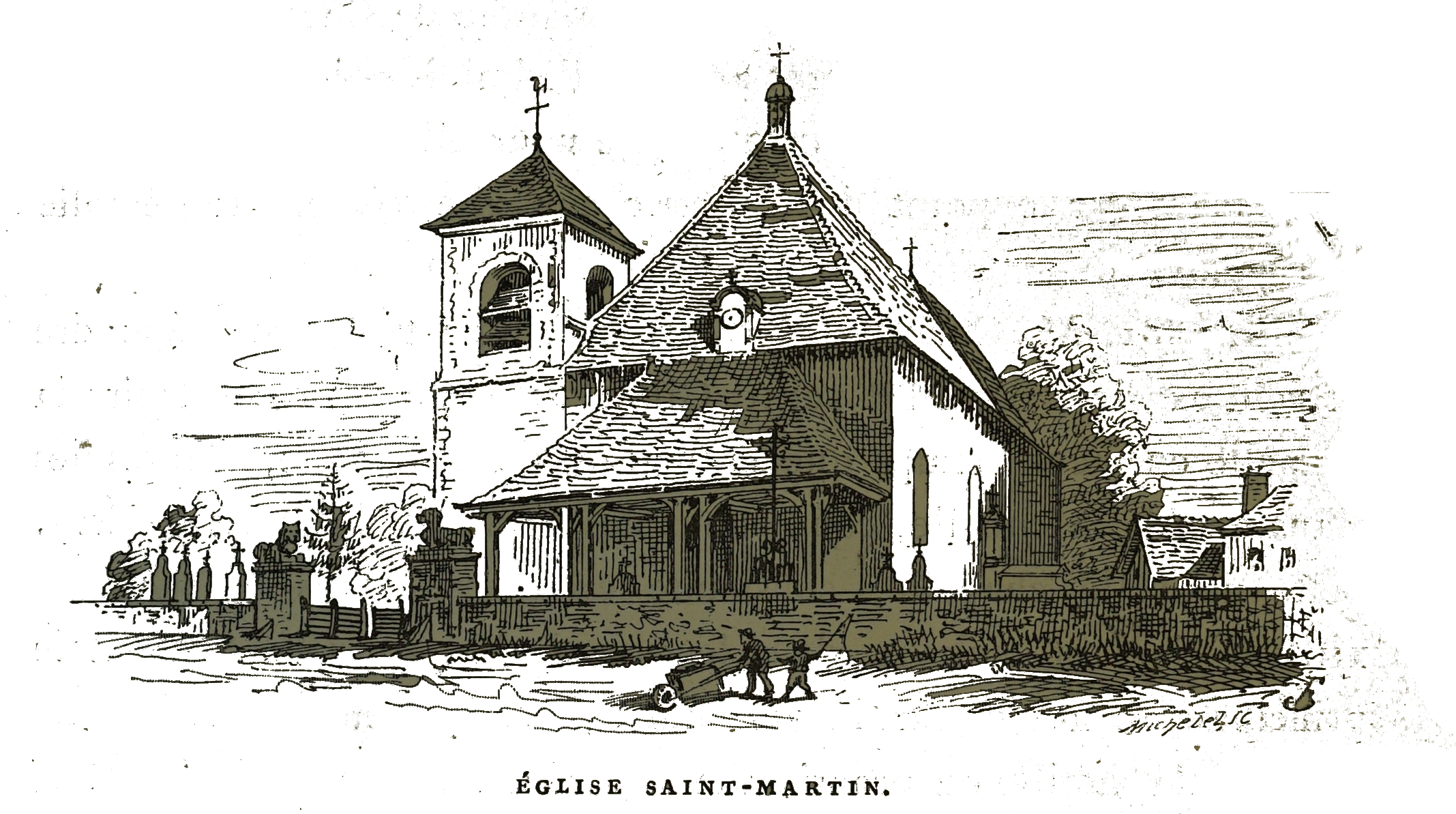
l'église sur des dessins de Fichot.

Parc de l'ancien château médiéval, dont il reste une tour, la motte, et les douves. Le parc est arboré d'essences rares et pluri-centenaires, comme ce Tulipier de Virginie ou ce Cyprès chauve.

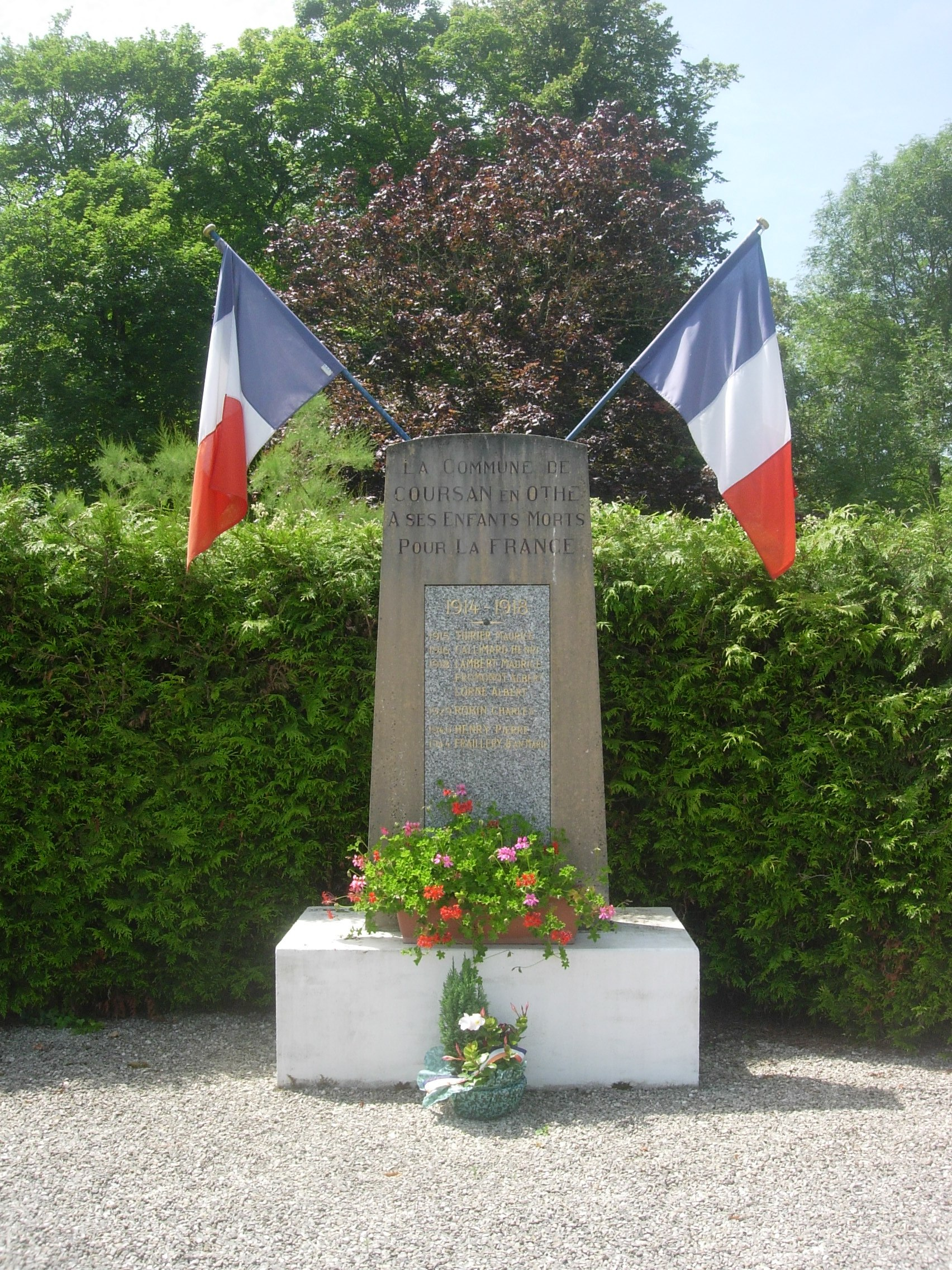
Monument aux morts.
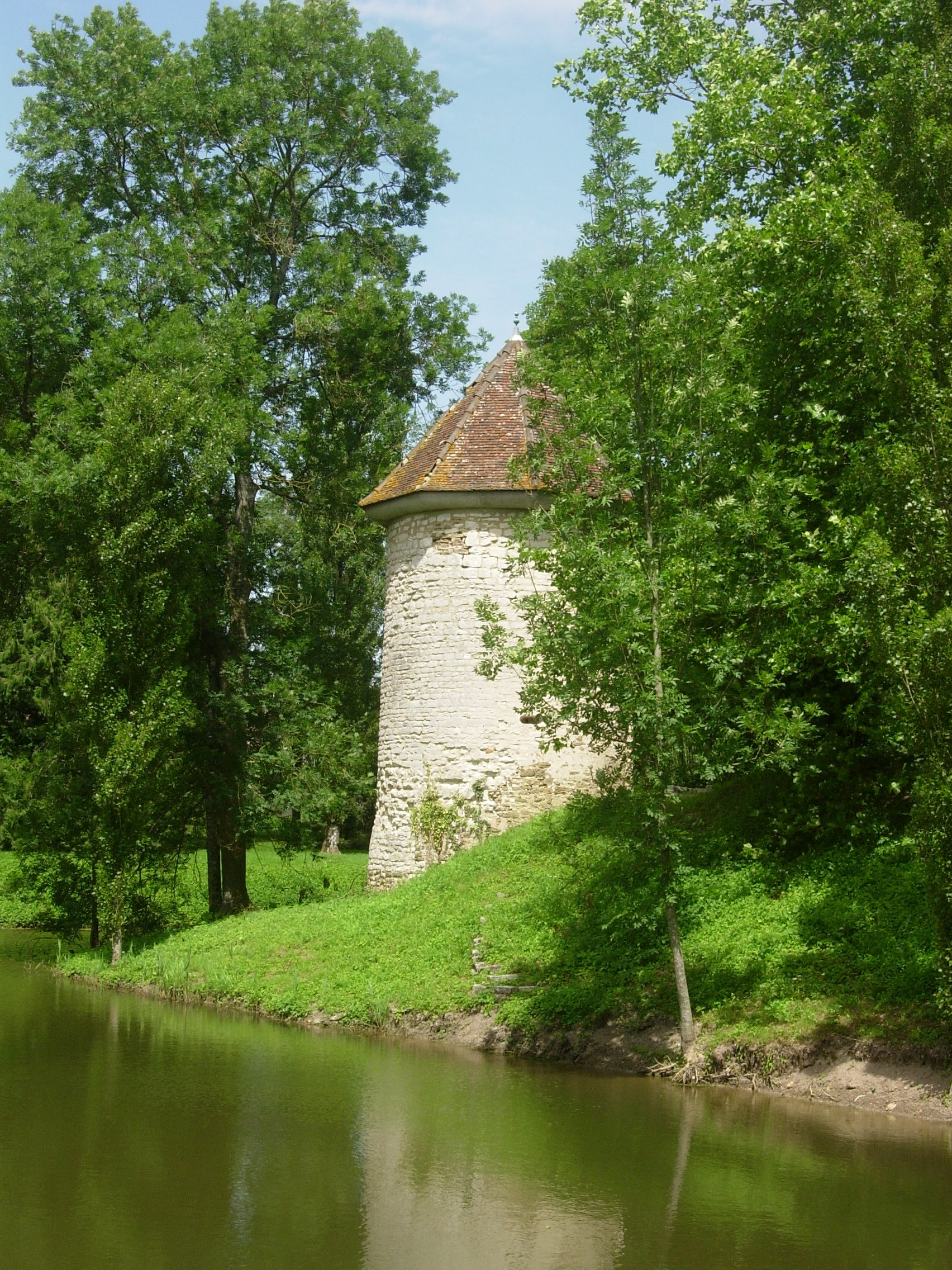
Ruines du château.
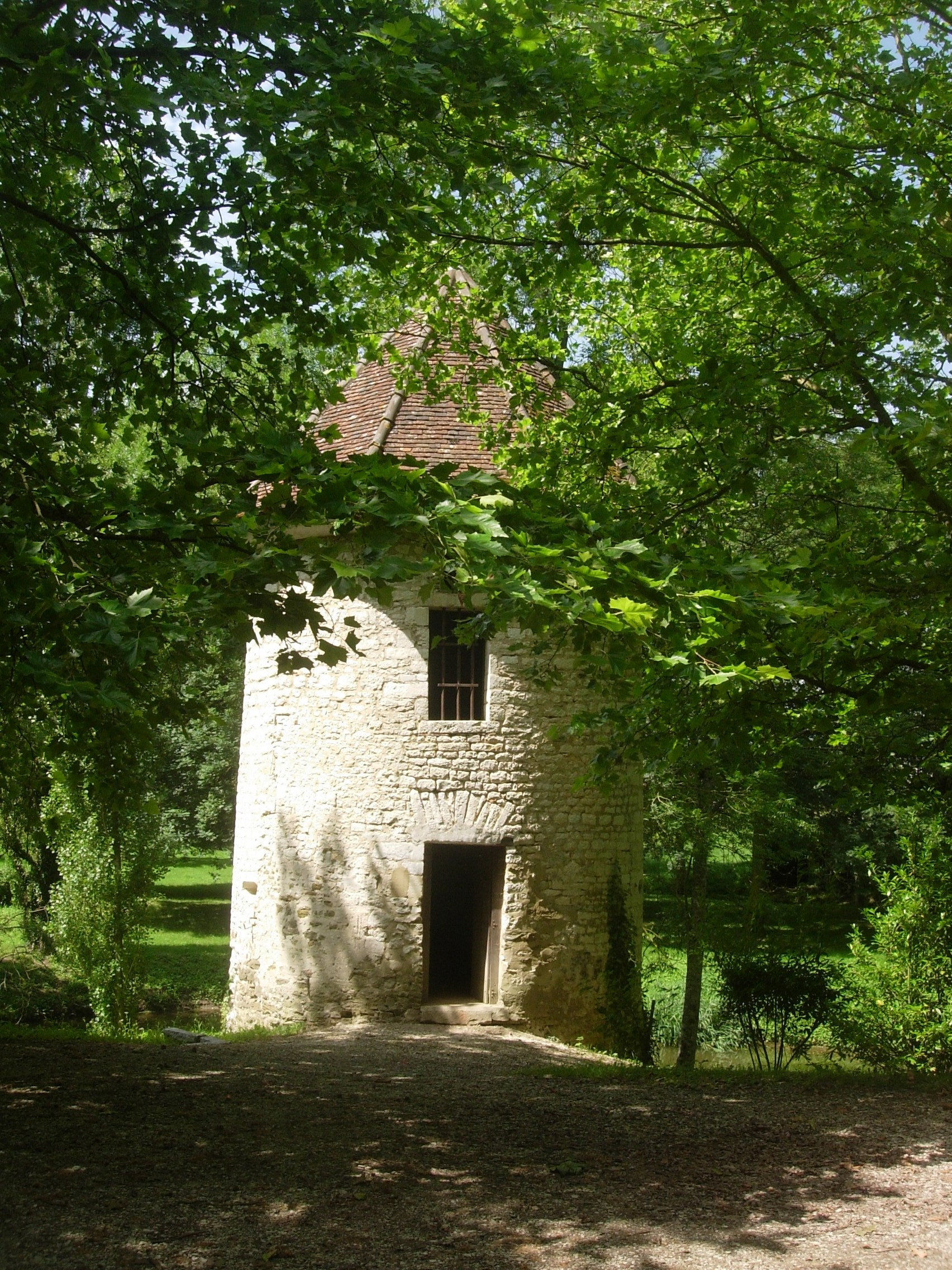
Tour du château.
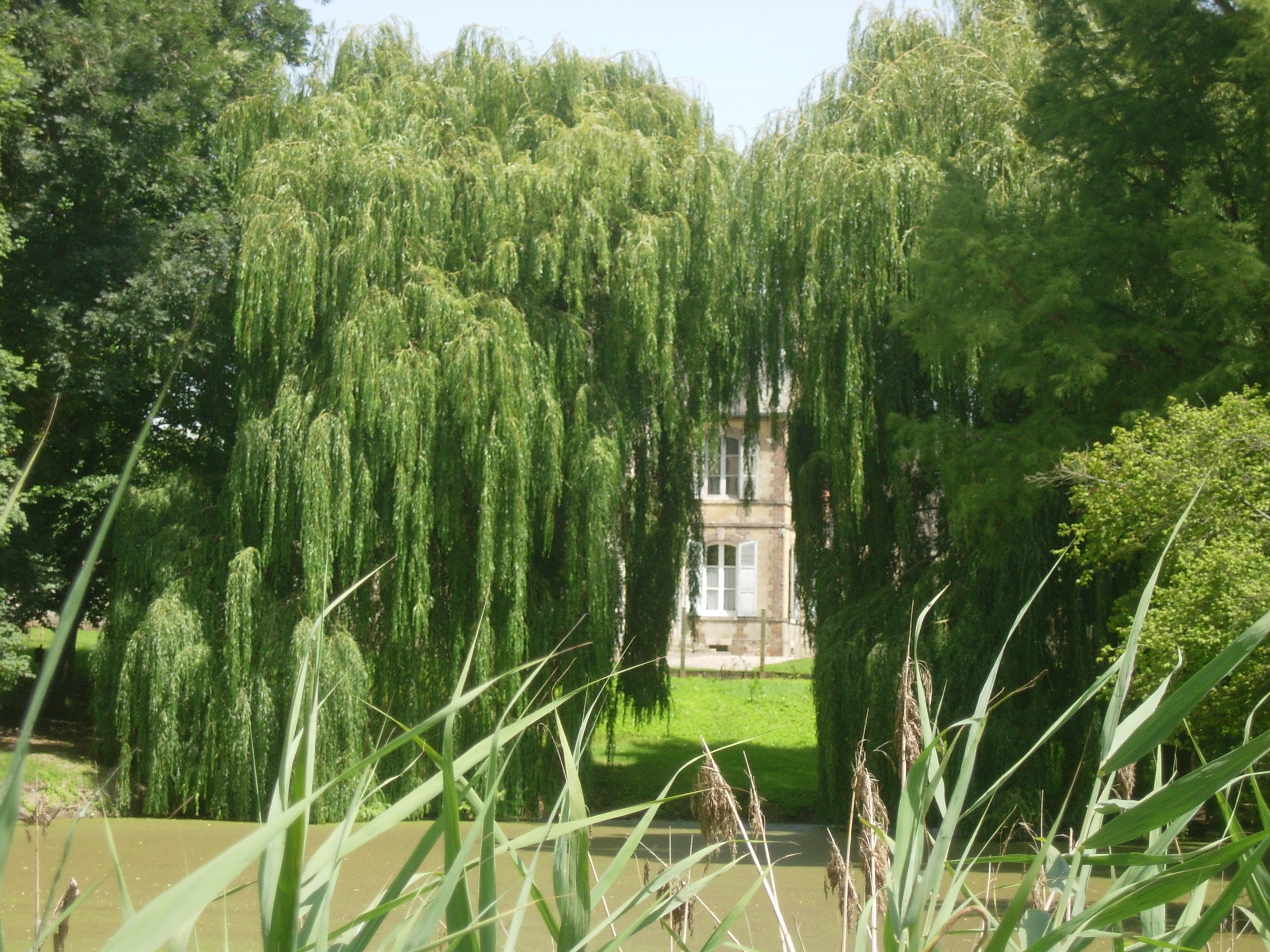
La mairie vue depuis le parc du château.
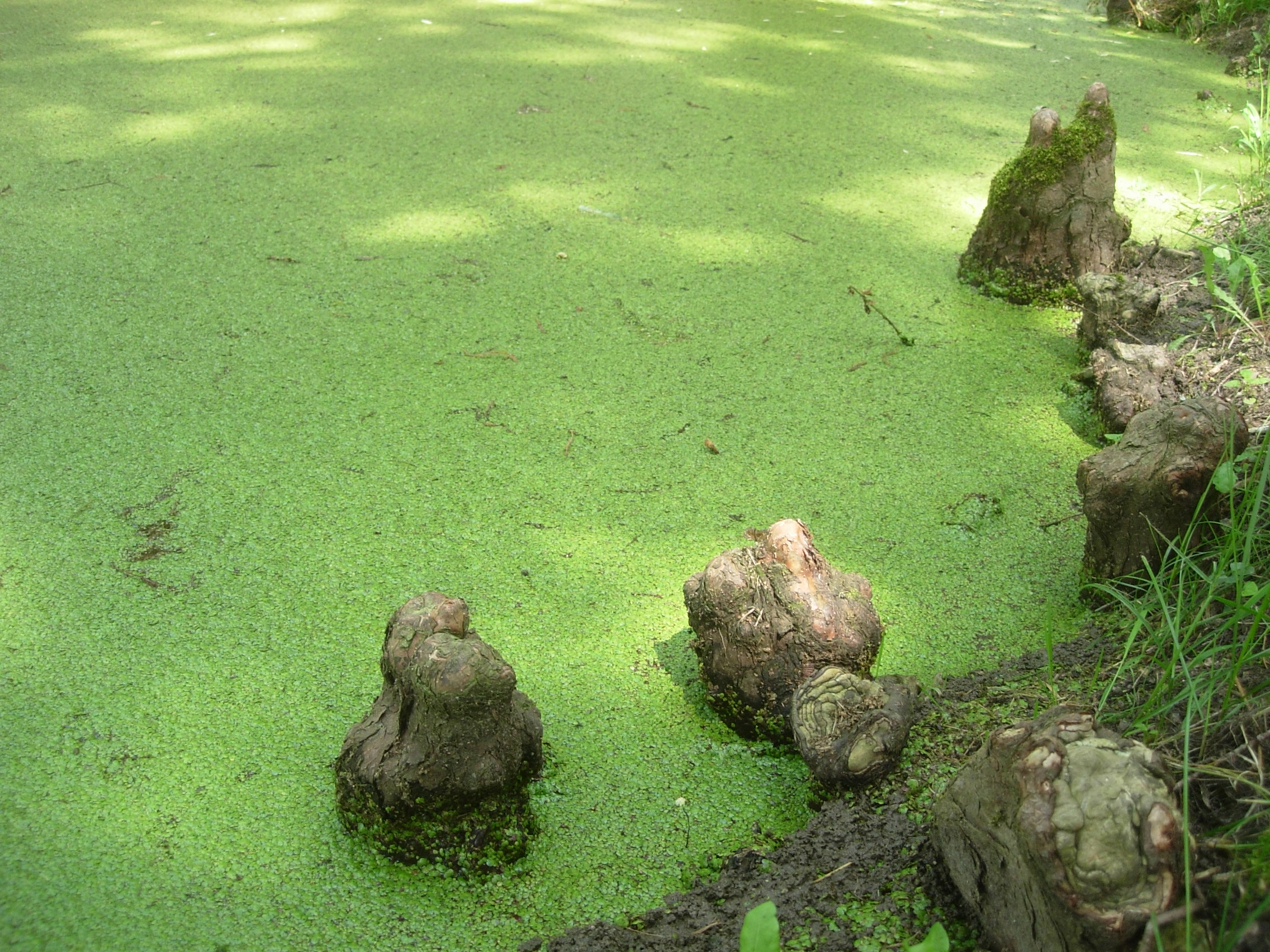
Les pneumatophores du cyprès chauve dans le parc du Château.
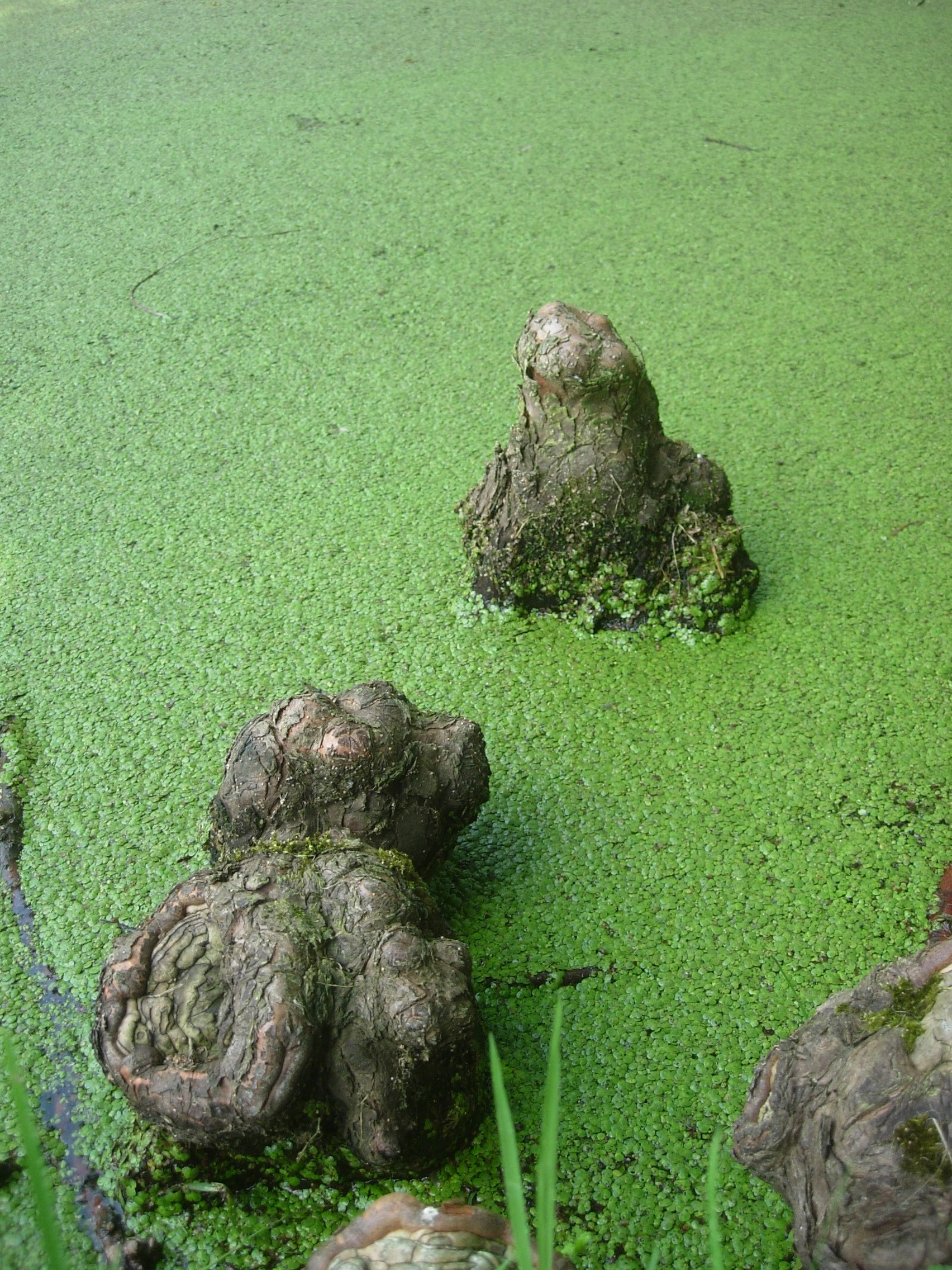
Les pneumatophores du cyprès chauve dans le parc du Château.
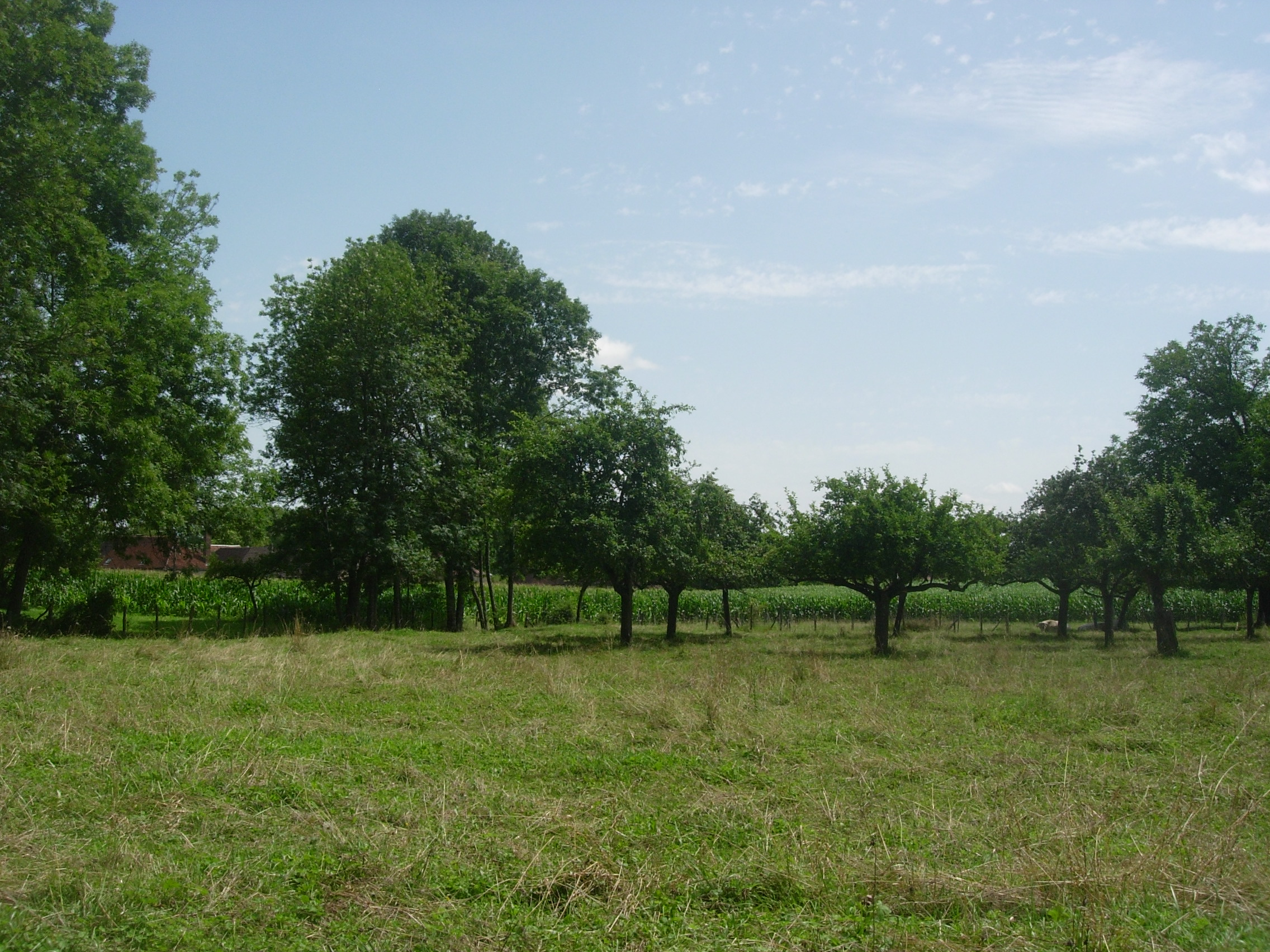
Verger.

### Personnalités liées à la commune
- Claude Marc Costel (1729-1813), homme politique né et décédé à Coursan-en-Othe, député du clergé aux États généraux de 1789.
- Eugène Rambourgt, (1844-1914) : homme politique né à Coursan-en-Othe.

### Héraldique
| Blason de Coursan-en-Othe | Blason  | D’azur à la tour d’argent maçonnée ouverte et ajourée de sable, couverte de gueules, accompagnée en pointe de deux lions couchés, affrontés d’or. |
| Blason de Coursan-en-Othe | Détails | Le statut officiel du blason reste à déterminer.                                                                                                  |